# Філофора
Філофора (Phyllophora) — рід червоних водоростей. Слань пластинчаста, до 50 см заввишки, проста або розгалужена. Пластини лінійної, клиноподібної або овальної форми, часто із серединним ребром, їхні краї рівні, зубчасті або хвилясті, інколи утворюють нові пластини. Спід пластин клиноподібний. Стебло просте або розгалужене, циліндричне або стиснуте, з дископодібною підошвою. Види одно- або багаторічні. Росте на піску, мулі або кам'янистому ґрунті в літоралі та субліторалі холодних морів та океанів обох півкуль. Деякі види вживаються в їжу та використовуються для видобування йоду та агару.